# Gymnopilus liquiritiae
Gymnopilus liquiritiae es un hongo de la familia Cortinariaceae.  La seta está ampliamente distribuida y crece en grupos densos en madera de coníferas muertas. Tiene una esporada de color naranja oxidado, un gusto amargo, y no contiene el alucinógeno psilocibina.  Uno de sus rasgos clave distintivos es la carencia de velo parcial.

## Descripción
- Píleo: de entre 2 y 8 cm de diámetro; inicialmente convexo, volviéndose casi plano con el tiempo, seco, liso, de color marrón a naranja oxidado, a lo largo marcado por pequeñas líneas, surcos o crestas, agrietando ligeramente con el tiempo, la carne es de color pálida amarilla a naranja pálida.
- Laminillas: Cercano a llenado; ancho, bordes con pelillos, naranja amarillenta o pálida, finalmente naranja; a veces con sitios marrones rojizos.
- Esporada: marrón oxidado.
- Estípite: (1) 3 - 7 cm de largo; (2) 3 - 8 (10) mm de grueso; más o menos igual, o estrechandose en ambas dirección; centrada o ligeramente algo desviadad del centro; liso o fino fibroso; blanquecino a naranja pálida; micelio de color amarillento u oxidado en la base del tallo. Ningún velo parcial.
- Gusto: Amargo
- Olor: Suave o a veces a patatas cruda
- Características microscópicas: Esporas 7 —  8.5 (10) x 4 —  5.5 μm, elípticos; pleurocystidia, cheilocystidia, pileocystidia y caulocystidia presentes.[2]

## Hábitat y formación
Gymnopilus liquiritiae es un hongo de distribución amplia en maderas en descomposición en regiones sureñas.